# Serrat Penjat
El Serrat Penjat és una muntanya de 873 metres que es troba al municipi de Sagàs, a la comarca catalana del Berguedà.